# Saïda Akherraze
Saïda Akherraze (Bourgoin-Jallieu, 4 novembre 1992) è un'ex calciatrice francese, di ruolo centrocampista.

## Carriera

### Club
Saïda Akherraze cresce nelle giovanili dell'Olympique Lyonnais, tesserandosi dall'età di 11 anni e disputando con la maglia del Lione i campionati francesi under 17 e under 19.
Inserita nella rosa della prima squadra debutta nella Division 1 Féminine, massimo livello del campionato francese femminile di calcio, nel corso della stagione 2008-2009 e nell'edizione 2008-2009 della UEFA Women's Cup, marcando tuttavia solamente una presenza in Challenge de France, l'allora denominazione della Coppa nazionale di categoria. Akherraze però viene raramente utilizzata tanto che al termine della stagione 2010-2011 contava solo 6 presenze complessive in tre campionati.
Nell'estate 2011, nella prospettiva di giocare maggiormente, decide di abbandonare Lione per accordarsi con l'En Avant de Guingamp. Con la società di Guingamp, nel Côtes-d'Armor, rimane solo alcuni mesi congedandosi con undici presenze.
La stagione successiva si trasferisce al Paris Saint-Germain. Anche con la società parigina rimane la sola stagione 2012-2013 collezionando undici presenze.
Al termine del campionato 2012-2013 trova un nuovo accordo con il Saint-Étienne, tuttavia con la società dell'omonima città rimane solo fino a dicembre, esigenza dettata dalla necessità di avvicinarsi alla famiglia, collezionando solo 3 presenze. Decide perciò di accettare una proposta dall'Amazon Grimstad, società norvegese con sede a Grimstad.
Nell'estate 2014 formalizza un contratto per giocare in Italia con il Pink Sport Time, società con sede a Bari che disputa per la prima volta il campionato di Serie A. La sua prima stagione nel campionato italiano risulta ostica, dove l'iniziale tasso tecnico della squadra si rivela incapace di competere con le avversarie con più esperienza. Pur se la situazione migliora dopo il calciomercato invernale, la squadra stenta a risalire dalle ultime posizioni in classifica e al termine del campionato 2014-2015 non riesce a evitare la retrocessione. Al termine della stagione Akherraze non rinnova il contratto con il club barese.

### Nazionale
Akherraze viene selezionata dall'allora responsabile tecnico Francisco Rubio per vestire la maglia della Nazionale francese Under-17 nel 2008, facendo il suo esordio in una competizione ufficiale UEFA il 7 ottobre nella partita vinta per 1-0 sulle pari età dell'Islanda e valida per il primo turno di qualificazione all'edizione 2009 del campionato europeo di categoria.
Nel 2009 è inserita in rosa nella formazione Under-19 che partecipa alle qualificazioni all'Europeo di Macedonia 2010. Con la maglia delle Bluettes U-19 fa il suo debutto il 21 settembre 2009, partendo titolare nell'incontro giocato fuori casa con le pari età della Turchia e vinto dalle francesi per 1-5. Akherraze viene complessivamente impiegata dieci volte, sette in competizioni ufficiali e tre in amichevoli, scendendo in campo l'ultima volta il 5 aprile 2011, 0-1 sui Paesi Bassi.

## Palmarès

### Club
- Campionato francese: 1

Olympique Lione: 2009-2010